# ليروي ليتا
ليروي هاليرو ليتا، من مواليد 28 ديسمبر 1984 في كينشاسا في الكونغو الديمقراطية، لاعب كرة قدم إنجليزي.
بدأ مسيرته الكروية مع نادي بريستول سيتي في عام 2002، ولعب معهم حتى عام 2005، وشارك معهم في 85 مباراة وسجل 31 هدف، ومنذ عام 2005 وهو يلعب مع نادي ريدينغ وانتقل عام 2009 إلى نورويتش سيتي

## روابط خارجية
- ليروي ليتا على موقع قاعدة بيانات كرة القدم.إي يو (الإنجليزية)
- ليروي ليتا على موقع ليكيب (الفرنسية)
- ليروي ليتا على موقع Soccerbase.com (لاعب) (الإنجليزية)
- ليروي ليتا على موقع Soccerway.com (الإنجليزية)
- ليروي ليتا على موقع عالم كرة القدم.نت (الإنجليزية)
- ليروي ليتا على موقع كووورة
- ليروي ليتا على موقع AS.com (الإسبانية)